# اس‌تی‌اس-۳۸
اس‌تی‌اس-۳۸ (انگلیسی: STS-38) یکی از ماموریت‌های برنامه شاتل‌های فضایی بود که در تاریخ ۱۵ نوامبر ۱۹۹۰ از پایگاه فضایی کندی به فضا پرتاب شد. این ماموریت ۵ روزه توسط شاتل آتلانتیس انجام گرفت و هدف اصلی آن ارسال ماهواره ویژه وزارت دفاع ایالات متحده آمریکا به مدار زمین بود.